# Avril 1960

## Événements
- Inauguration de la nouvelle capitale du Brésil : Brasilia.
- Le président guinéen Sékou Touré accuse les dirigeants de la Fédération du Mali de se livrer, en accord avec la France, à des menées subversives contre son pays.

- 1er avril :
  - Lancement du premier satellite américain Tiros I d'observation météo.
  - Deuxième explosion d'une bombe A française, Gerboise blanche, au Sahara, à la veille de la venue en France du président soviétique Nikita Khrouchtchev.
  - Édition du premier livre entièrement écrit par une machine : A book, more or less.
- 3 avril :
  - En France : fondation du Parti socialiste unifié (PSU), fruit de la fusion de l'Union de la gauche socialiste (Claude Bourdet), du Parti socialiste autonome (Édouard Depreux) et de Tribune du communisme (Jean Poperen).
  - Décès de Norodom Suramarit, roi du Cambodge.
  - Victoire de John Rostek lors de la Copper Cup 100 à Phoenix en NASCAR Grand National.
- 4 avril :
  - Indépendance du Sénégal.
  - Victoire retentissante de la faction de U Nu aux élections en Birmanie. Sa décision de promouvoir le bouddhisme au rang de religion d’État et sa tolérance vis-à-vis du séparatisme ethnique précipitent un coup d’État sans effusions de sang qui rétablit la domination militaire de Ne Win en mars 1962.
- 6 avril :
  - La Californie vote la première loi pour le contrôle de la pollution.
  - Le satellite russe Spoutnik 3 prend feu en rentrant dans l'atmosphère.
  - Le Short SC.1 effectue la première transition vol vertical/vol horizontal d'un avion ADAV britannique.
- 8 avril :
  - Première conception d'un véhicule pour l'usage sur Mars.
  - Dans le cadre du projet Ozma, première tentative de détection de signaux d'une intelligence extraterrestre.
- 13 avril : lancement, depuis cap Canaveral, d'un satellite américain expérimental de 132,5 kg conçu pour aider à la navigation.
- 15 avril : lors d'une manifestation contre la ségrégation raciale, et après que des étudiants eurent passé les grilles d'enceinte de la Maison-Blanche, les services de sécurité utilisent pour la première fois des gaz innervants.
- 18 avril :
  - À Londres, 75 000 manifestants appellent le gouvernement britannique à un abandon unilatéral des armes nucléaires.
  - Première apparition publique des Beatles.
- 19 avril : au Cambodge, Pho Proeung est nommé Premier ministre.
- 21 avril : 
  - Désaccords explicites entre la Chine et l'URSS qui aboutissent à la rupture en juillet.
- Inauguration de Brasilia comme nouvelle capitale du Brésil, succédant à Rio de Janeiro[1].
  - Le Civil Rights Bill donne le droit de vote effectif aux Noirs.
- 27 avril :
  - Le Président de la Corée du Sud, Syngman Rhee, est contraint de démissionner à la suite des émeutes antigouvernementales, en réponse à la trop grande sévérité de la police.
  - Indépendance du Togo[2] octroyée par la France. Ancienne colonie allemande, le pays était sous administration déléguée de l'ONU.

## Naissances
- 4 avril : José Peseiro, footballeur et entraîneur portugais.
- 6 avril : Marie-Dominique Dessez, actrice française († 29 novembre 2019).
- 7 avril : Yvan Colonna, indépendantiste corse, assassin du préfet Érignac († 21 mars 2022).
- 8 avril : Alexandre Debanne, animateur de télévision français.
- 15 avril :
  - Philippe de Belgique, duc de Brabant, prince de Belgique.
  - Pedro Delgado  champion cycliste espagnol.
  - Mikhail Korniyenko, cosmonaute russe.
- 16 avril : Tex, présentateur et humoriste français.
- 19 avril : Gustavo Petro, homme politique colombien.
- 20 avril : Miguel Díaz-Canel, président des Conseils d'État et des ministres de la République de Cuba.
- 23 avril : Claude Julien, ancien jouer et entraîneur canadien de hockey sur glace.
- 28 avril : Elena Kagan, juge à la Cour suprême des États-Unis depuis 2010.
- 29 avril : Robert James Sawyer, écrivain de science-fiction.

## Décès
- 3 avril : Norodom Suramarit, roi du Cambodge (° 6 mars 1896).
- 7 avril: Henri Guisan, Général de l'armée Suisse (° 21 octobre 1874).
- 17 avril: Eddie Cochran, chanteur de rock américain (° 3 octobre 1938).
- 25 avril : Hope Emerson, actrice américaine (° 29 octobre 1897).
- 28 avril : Anton Pannekoek, astronome et un militant communiste hollandais (° 1873).